# Китон, Джош
Джошуа Льюис Винер (англ. Joshua Luis Wiener; род. 8 февраля 1979), известный под своим сценическим псевдонимом как Джош Китон (англ. Josh Keaton) — американский актёр озвучивания.

## Ранние годы
Китон родился в Хасиенда-Хайтс (Калифорния). Его отец родом из Бруклина (Нью-Йорк), а мать — из Лимы (Перу). У Джоша три сестры: Даниэль, Алица (Али Наварро) и Сабрина. Он свободно говорит на испанском языке. Также в детстве он научился немного говорить на кечуа от своих бабушки и дедушки по маминой линии. Его отец еврей, а мать католичка.

## Избранная фильмография

### Полнометражные проекты
| Год  | Название                                                        | Роль                                                          |
| ---- | --------------------------------------------------------------- | ------------------------------------------------------------- |
| 1995 | Земля до начала времён 3: В поисках воды                        | Хип (в песнях)                                                |
| 1997 | Геркулес                                                        | Юный Геркулес                                                 |
| 2010 | Лига Справедливости: Кризис двух миров                          | Уолли Уэст / Флэш, Аквамен                                    |
| 2012 | Клуб Винкс: Тайна затерянного королевства                       | Король Орител из Домино                                       |
| 2013 | Клуб Винкс: Волшебное приключение                               | Король Орител из Домино                                       |
| 2015 | Лига Справедливости: Боги и монстры                             | Орион                                                         |
| 2015 | Lego Супергерои DC: Лига Справедливости — Атака Легиона Гибели! | Хэл Джордан / Зелёный Фонарь                                  |
| 2016 | Супердевочки. Героиня года                                      | Хэл Джордан / Зелёный Фонарь, Стив Тревор, Барри Аллен / Флэш |
| 2016 | Lego Супергерои DC: Лига Справедливости — Космическая битва     | Хэл Джордан / Зелёный Фонарь                                  |
| 2017 | Lego Скуби-Ду!: Улётный пляж                                    | Томми, Чед                                                    |
| 2020 | Lego DC Шазам: Магия и монстры                                  | Терранс                                                       |
| 2020 | Бен-10 против Вселенной: Фильм                                  | XLR8                                                          |
| 2021 | Бэтмен: Душа дракона                                            | Джеффри Берр                                                  |

### Телевидение
| Year       | Title                               | Role                            |
| ---------- | ----------------------------------- | ------------------------------- |
| 1991       | Команда спасателей Капитана Планеты | Понтус                          |
| 1991       | Питер Пэн и пираты                  | Кудряш                          |
| 1991—1992  | Назад в будущее                     | Жюль Браун                      |
| 1992       | Бэтмен                              | Юный Майкл Стромвелл            |
| 2007       | Бен-10                              | Тим Дин, Гектор                 |
| 2008—2009  | Новые приключения Человека-паука    | Питер Паркер / Человек-паук     |
| 2010—2013  | Трансформеры: Прайм                 | Джек Дарби                      |
| 2011—2015  | Клуб Винкс                          | Валтор, Король Орител из Домино |
| 2011—2013  | Зелёный Фонарь                      | Хэл Джордан / Зелёный Фонарь    |
| 2012, 2019 | Юная Лига Справедливости            | Чёрный паук, Красный колпак     |
| 2015—2017  | Будь классным, Скуби-Ду!            | разные роли                     |
| 2017-2021  | Бен-10                              | XLR8                            |
| 2017       | Человек-муравей                     | Скотт Лэнг / Человек-муравей    |
| 2017—2020  | Человек-паук                        | разные роли                     |
| 2021—2024  | Что, если…?                         | Стив Роджерс                    |
| 2021       | Аркейн                              | Декард, Сейло                   |
| С 2025     | Ваш дружелюбный сосед Человек-паук  | Ричард Паркер                   |